# Ikhamangaorden
Ikhamangaorden är en sydafrikansk orden. Den delas ut av Sydafrikas president för prestationer inom konst, kultur, litteratur, musik, journalistik och sport. Orden har tre klasser: 
- Guld (OIG), för exceptionella insatser,
- Silver (OIS), för utmärkta insatser,
- Brons (OIB), för enastående insatser.

"Ikhamanga" är Xhosa för papegojblomma och symboliserar i sammanhanget skönheten hos de som genom orden representerar Sydafrika inom de kreativa områdena.

## Design
Det äggformade emblemet pryds av en stigande sol, ett "Lydenburghuvud", två papegojblommor, en trumma, tre cirklar och två vägar. Huvudet representerar konsten, solen representerar ära, cirklarna symboliserar sporten och vägarna representerar den långa vägen till excellens och framgång.

## Mottagare

### Guld
- Julian Bahula för musik
- Natalie du Toit för simning
- 2010 FIFA World Cup Bid Committee för fotboll
- Bessie Head (postum) för skrivande
- Danny Jordaan för ledarskap inom fotboll
- Ramapolo Hugh Masekela för musik
- Joseph Albert Mashite Mokoena (postum) för matematik
- Steve Mokone för fotboll
- Molefi Nathanael Oliphant för ledarskap inom fotboll
- Alan Paton för litteratur
- George Pemba (postum) för måleri
- Gary Player för golf
- Mamokgethi Phakeng för matematik
- Lewis Pugh för simning
- Benedict Wallet Vilakazi för litteratur

### Silver
- Hashim Amla för cricket
- Eric Baloyi för coachning av boxning
- Sathima Bea Benjamin för sång
- Willie Bester för konst
- André P. Brink för skrivande
- Thomas Chauke för musik
- Kitch Christie för rugby
- Johnny Clegg för musik
- Hestrie Cloete för friidrott
- Johannes Jacobus Degenaar för filosofi
- Darius Dhlomo för fotboll och boxning
- Basil D'Oliveira för cricket
- Morné du Plessis för rugby
- Natalie du Toit för simning
- Athol Fugard för teater
- Sylvia Glasser för dans
- Vera Gow för sång
- Ilse Hayes för friidrott
- Hassan Howa för ledarskap inom idrott
- Ingrid Jonker (postum) för poesi
- Elsa Joubert för skrivande
- Bryan Habana för rugby
- Penny Heyns för simning
- John Kani för teater
- Bevilja Khomo för rugby
- Irvin Khoza för ledarskap inom idrott
- Alfred Khumalo för fotografering
- Abigail Kubeka för musik
- Mandla Langa för att skriva
- Chad le Clos för simning
- Stephanus Lombaard för friidrott
- Makana fotbollsförbund för fotboll
- Eric Majola för cricket
- Elijah Makhathini för boxning
- Sydney Maree för friidrott
- James Matthews för poesi
- Elana Meyer för friidrott
- Gladys Mgudlandlu (postum) för konst
- Percy Montgomery för rugby
- Kaizer Motaung för fotboll
- Theo Mthembu för boxning
- Muthal Naidoo för litteratur och drama
- Ryk Neethling för simning
- Lionel Ngakane för filmskapande
- Lauretta Ngcobo för skrivande
- Nomhle Nkonyeni för scenkonst
- Makhaya Ntini för cricket
- Patrick Ntsoelengoe för fotboll
- Jacob Ntuli för boxning
- Henry Nxumalo (postum) för journalistik
- Marguerite Polen för inhemska språk, litteratur och antropologi
- Ray Phiri för musik
- Shaun Pollock för cricket
- Sandra Prinsloo för skådespelare
- Lucas Radebe för fotboll
- Sam Ramsamy för ledarskap inom sport
- Dolly Rathebe (postum) för musik
- Eddie Roux för politisk litteratur
- Sewsunker Sewgolum (postum) för golf
- Roland Schoeman för simning
- Mmakgabo Helen Sebidi för konst
- Jomo Sono för fotboll
- Stanley Sono för fotboll och boxning
- John Smit för rugby
- George Singh för ledarskap inom fotboll
- Lucas Sithole för tennis
- Zanele Situ för friidrott
- Kan Themba (postum) för skrivande
- Josiah Thugwane för friidrott
- Miriam Tlali för skrivande
- Neil Tovey för fotboll
- Jake Tuli (postum) för boxning
- Cameron van der Burgh för simning
- Fanie van der Merwe för friidrott
- Ernst van Dyk för rullstolsracing
- Fräck Watson för rugby
- Ganska Yende för sång
- Busi Victoria Mhlongo för sång

### Brons
- Christian Ashley-Botha för körmusik
- Gerrie Coetzee för boxning
- Sindiwe Magona för litteratur
- Elsa Meyer för friidrott
- Teboho Mokgalagadi för friidrott
- Khotso Mokoena för friidrott
- Themba Patrick Magaisa för litteratur
- Mbulaeni Mulaudzi (postum) för friidrott
- Oscar Pistorius för friidrott (strippad)
- Caster Semenya för friidrott
- Victor Ralushai för ursprungsbefolkningshistoria
- Jeanne Zaidel-Rudolph för att musik
- Sibusiso Vilane för bergsklättring
- Marjorie Wallace för konst
- Laurika Rauch för musik